# Sankt Jakob im Walde
Sankt Jakob im Walde osztrák község Stájerország Hartberg-fürstenfeldi járásában. 2017 januárjában 1044 lakosa volt.

## Elhelyezkedése

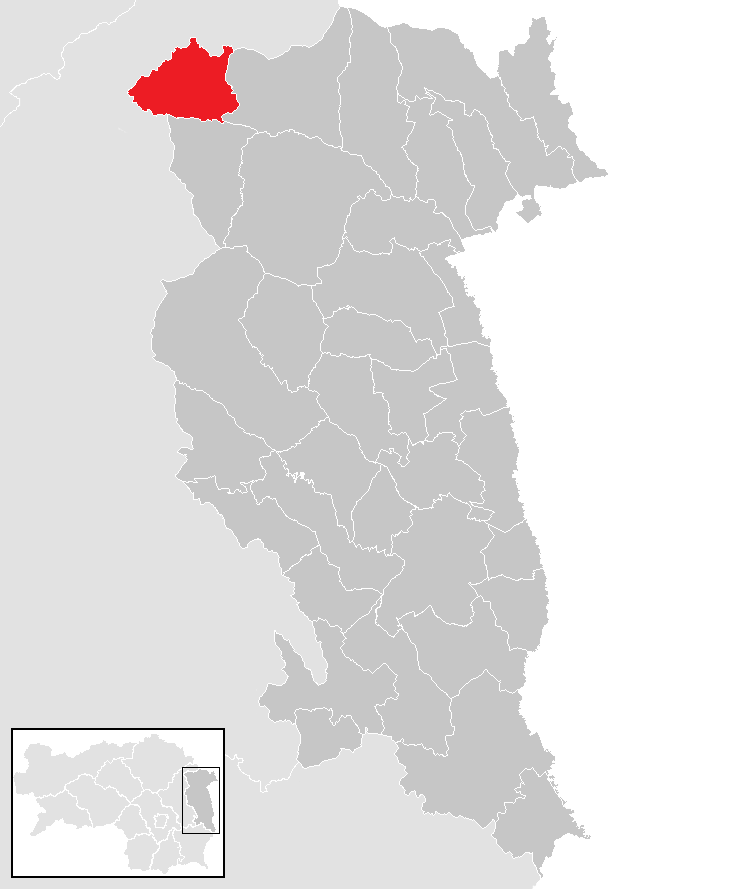
Sankt Jakob im Walde a Hartberg-fürstenfeldi járásban

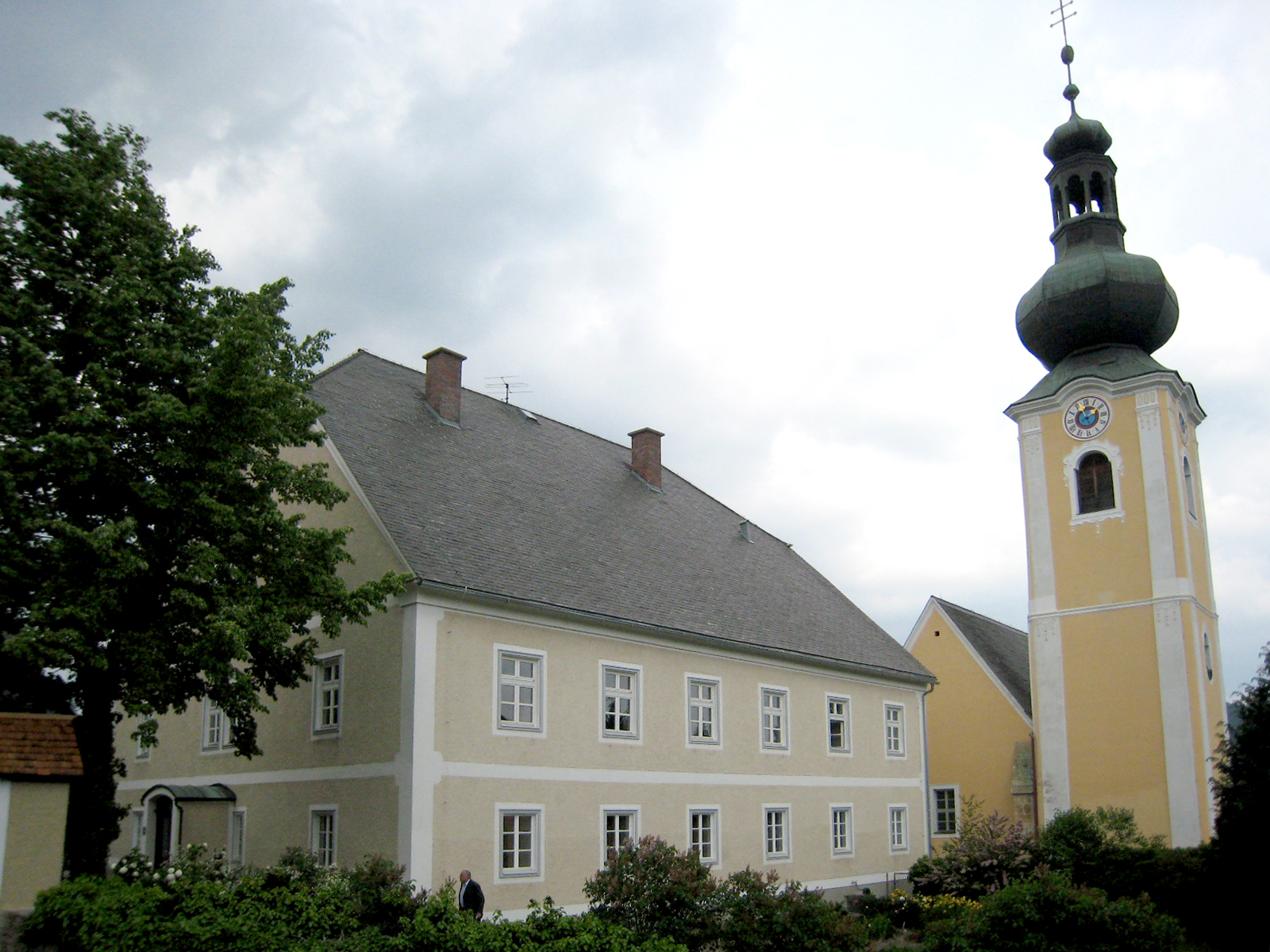
A Szt. Jakab-templom és a plébánia

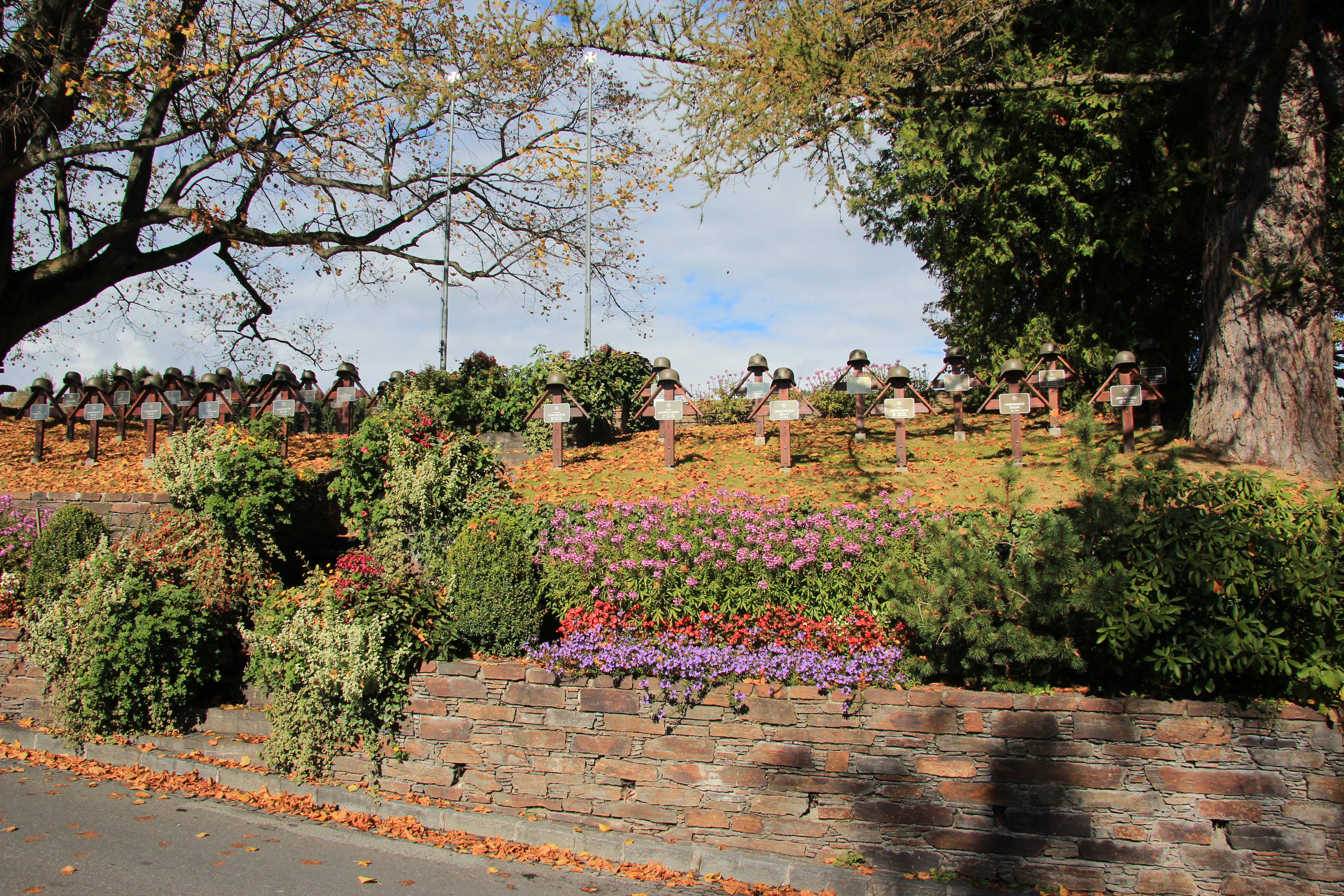
Második világháborús katonai temető

Sankt Jakob im Walde a Joglland dombságán fekszik, a Wechsel-hegység lábánál, mintegy 24 km-re északnyugatra a járási központ Hartbergtől. Területén ered a Lapincs, nyugaton pedig a Feistritz határolja (mindkettő a Rába mellékfolyója). A két folyó vízválasztója délnyugat-északkelet irányba szeli át az önkormányzati területet. Legmagasabb hegycsúcsai a Blasenkogel (1313 m), Eggberg (1215 m) és a Wienhoferkogel (1206 m). Az önkormányzat 4 települést egyesít: Filzmoos (221 lakos), Kaltenegg (116), Kirchenviertel (552) és Steinhöf (176). A polgármesteri hivatal Kirchenviertelben található.  
A környező önkormányzatok: keletre Waldbach-Mönichwald, délre Wenigzell, nyugatra Ratten, északra Rettenegg. 	

## Története
A mai község területét i.e. 30 körül foglalták el a rómaiak és utána Pannonia Superior provincia része volt. A népvándorlás után egy ideig avar fennhatóság alá tartozott, majd a Frank Birodalomban a Karintiai őrgrófsághoz csatolták és 1035 után a Traungau hercegi család birtokába került. 
Sankt Jakobot először 1170-ben említik írásos forrásokban, 1204 után pedig saját egyházközséggel is rendelkezett. 1529-ben és 1533-ban a Bécs felé vonuló törökök kifosztották. A 17. század közepén egy pestisjárványban hatvanan haltak meg. 1886-ban egy tűzvészben leégett a templom és számos lakóház.
1944. július 26-án a német vadászgépek két amerikai Boeing B-17 bombázót lőttek le a község fölött (az esemény emlékművét 2009-ben adták át, amelyen jelen volt a repülőgépek legénységének egyik túlélője). A világháború végén, 1945. április 7. és május 8. között a falu a német és orosz egységek közötti kiélezett harcok színtere volt, amely során ötször cserélt gazdát és nagy része leégett. 

## Lakosság
A Sankt Jakob im Walde-i önkormányzat területén 2017 januárjában 1044 fő élt. A lakosságszám 1934 óta 1000-1100 körül stabilizálódott. 2015-ben a helybeliek 97,4%-a volt osztrák állampolgár; a külföldiek közül 0,2% a régi (2004 előtti), 2,3% az új EU-tagállamokból érkezett. 2001-ben a lakosok 97,8%-a római katolikusnak, 0,3% evangélikusnak, 1,3% pedig felekezet nélkülinek vallotta magát. 

## Látnivalók
- a Szt. Jakab-plébániatemplomot a 12. század végén alapították és 1209-ben említik először. 1217-ben anyaegyháza, a voraui apátság segítségével bazilikává bővítették. A 15. század második felében gótikus stílusban átépítették. 1663-ban gerendamennyezetét boltozatra cserélték, 1768-ban pedig új tornyot kapott. Az 1886-os tűz után a torony kupoláját lecserélték. Belső berendezése nagyrészt a judenburgi jezsuita templomból származik.
- az 1732-ben épült plébánia

## Fordítás
- Ez a szócikk részben vagy egészben  a   Sankt Jakob im Walde című német Wikipédia-szócikk ezen változatának fordításán alapul.  Az eredeti cikk szerkesztőit annak laptörténete sorolja fel. Ez a jelzés csupán a megfogalmazás eredetét és a szerzői jogokat jelzi, nem szolgál a cikkben szereplő információk forrásmegjelöléseként.